# Einheitsführer
Einheitsführer (EinhFhr) ist in der deutschen Bundeswehr die allgemeine Bezeichnung und der Oberbegriff für einen militärischen Führer einer militärischen Dienststelle der Größenordnung Einheit. In den meisten Einheiten trägt der Einheitsführer die Bezeichnung Kompaniechef (KpChef), in der Artillerietruppe und der ehemaligen Heeresflugabwehrtruppe Batteriechef (BttrChef), an Ausbildungseinrichtungen Inspektionschef (InChef), in fliegenden Einheiten der Luftwaffe, der Marine und der Heeresfliegertruppe Staffelkapitän (StffKpt) und in nichtfliegenden Einheiten sowie in Sanitätsstaffeln Staffelchef (StffChef).
Einheitsführer ist Dienstposten und Dienststellung. In Abwesenheit des Dienstposteninhabers geht die Dienststellung im Rahmen einer festgelegten Vertreterregelung auf einen anderen Offizier über, zum Beispiel den Kompanieeinsatzoffizier oder vergleichbar. Während der Vertreter die Dienststellung des Einheitsführers einnimmt, wird er statt Kompaniechef oder vergleichbar als Kompanieführer oder vergleichbar bezeichnet, um zu verdeutlichen, dass es sich nicht um den regulären Dienstposteninhaber und Einheitsführer handelt.

## Unterstellungsverhältnisse
Der Einheitsführer ist Vorgesetzter nach § 1 VorgV gegenüber allen Soldaten seiner Einheit. Die Führer der Teileinheiten sind ihm untermittelbar unterstellt. Der Einheitsführer untersteht in der Regel dem Führer des übergeordneten Verbandes (Bataillon oder vergleichbar), bei selbständigen Einheiten einem Großverband. Dort nimmt meist nicht der Kommandeur des Großverbandes selbst, sondern ein „Führer selbständige Einheiten“ die unmittelbare Führung wahr. Dies ist in der Regel der Stellvertretende Kommandeur oder der Chef des Stabes.

## Aufgaben
Der Einheitsführer ist Vorgesetzter und auch Disziplinarvorgesetzter mit der Disziplinarbefugnis der Stufe 1. Er ist verantwortlich für die Erfüllung des Auftrags der Einheit, für deren personelle und materielle Einsatzbereitschaft und für die Einhaltung gesetzlicher und sonstiger Bestimmungen (zum Beispiel Einhaltung des Betriebsschutzes sowie IT-Sicherheitsauflagen). Der Einheitsführer ist Führer, Ausbilder und Erzieher aller Soldaten seiner Einheit.

## Dotierung
Der Dienstposten eines Einheitsführers ist grundsätzlich für die Dienstgrade Major, Korvettenkapitän, Stabsarzt, Stabsapotheker oder Stabsveterinär vorgesehen. Diese Dienstgrade sind in Besoldungsgruppe A 13 der Bundesbesoldungsordnung eingruppiert.
Bis in die 2010er Jahre war der Einheitsführer in der Regel Hauptmann (A 12) oder vergleichbar. Nur die Einheitsführer der „ersten“ Kompanien (Versorgungs- und Unterstützungskompanie oder vergleichbar) sowie die der selbständigen Einheiten waren Major oder vergleichbar.
Die Inspektionschefs sind in der Regel Oberstleutnant, Fregattenkapitän oder entsprechende Dienstgrade des Sanitätsdienstes.